# Чиријано (Латина)
Чиријано је насеље у Италији у округу Латина, региону Лацио.
Према процени из 2011. у насељу је живело 24 становника. Насеље се налази на надморској висини од 242 м.